# 뉴질랜드 테 파파 통가레와 박물관

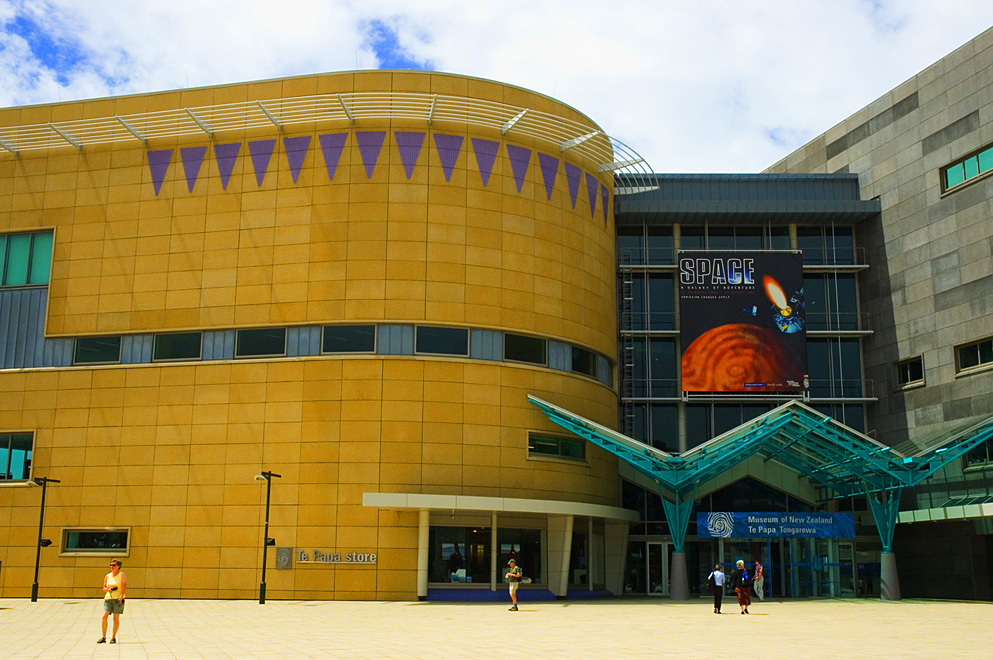
뉴질랜드 테 파파 통가레와 박물관

뉴질랜드 테 파파 통가레와 박물관(Museum of New Zealand Te Papa Tongarewa)은 뉴질랜드의 국립박물관으로, 웰링턴 케이블 스트리트에 위치하고 있다.